# Criselefantino

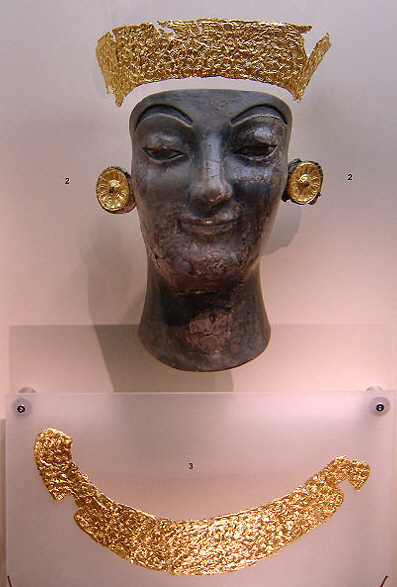
Fragmentos de oro y marfil ennegrecido por el fuego de una estatua criselefantina arcaica (Museo Arqueológico de Delfos).

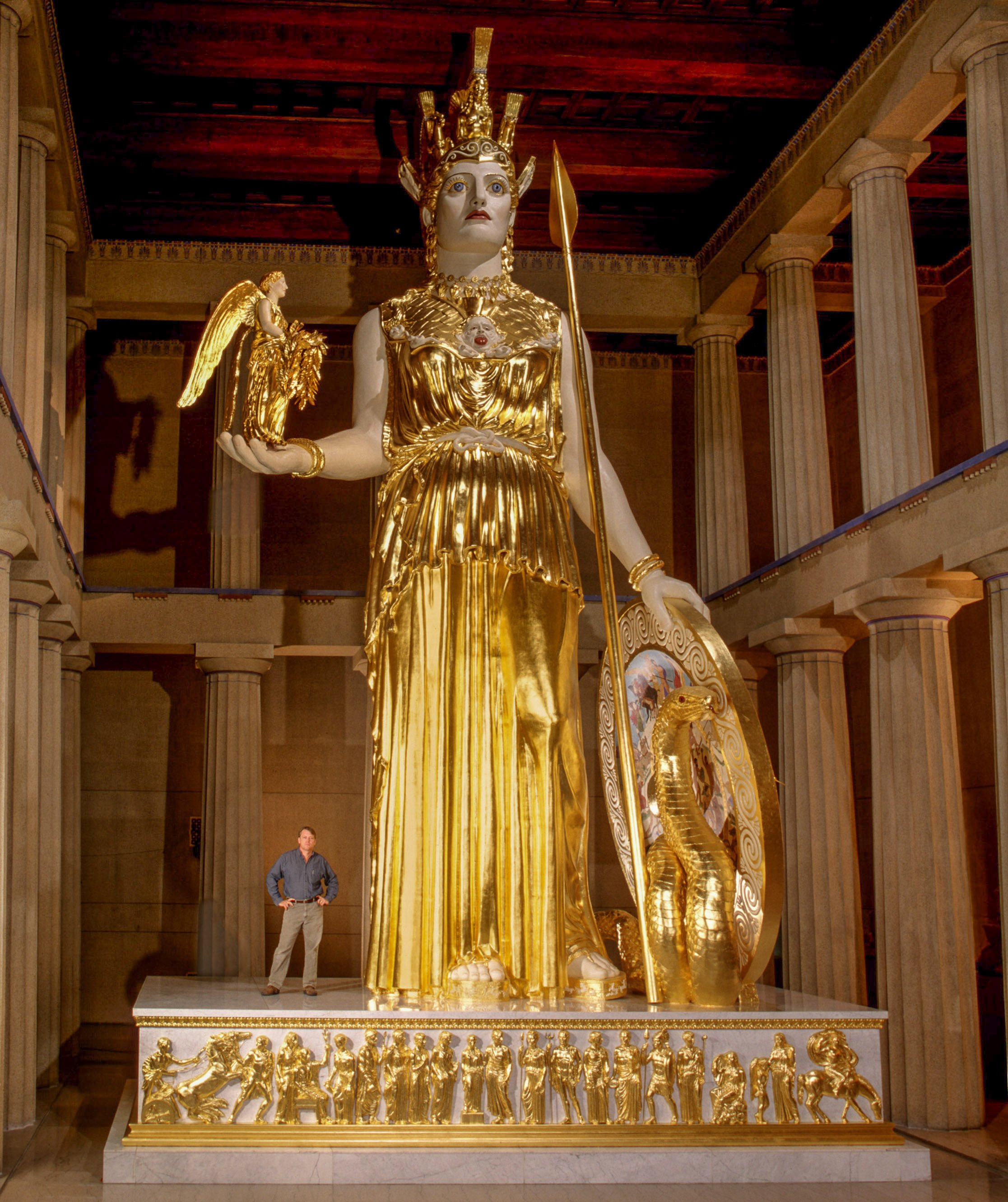
Reproducción moderna de la estatua de Atenea Pártenos de Fidias en el Partenón de Nashville, Tennessee, Estados Unidos.

Criselefantino o crisoelefantino (del griego χρυσός chrysos, ‘oro’, y ελεφάντινος elephantinos, ‘de marfil’) es un término técnico que designa a la escultura realizada o compuesta por oro y marfil. Este tipo de imagen de culto gozó de un gran prestigio en la Antigua Grecia. 
Las estatuas criselefantinas se construían sobre un marco de madera al que se sujetaban finos bloques tallados de marfil, representando la carne, y pan de oro para representar los ropajes, la armadura, el cabello y otros detalles. En algunos casos se usaba pasta de vidrio, vidrio, piedras preciosas y semipreciosas para detalles tales como los ojos, las joyas y las armas.
Se desconocen los orígenes de la técnica. Se conocen ejemplos del II milenio a. C. de esculturas compuestas hechas de marfil y oro procedentes de regiones que más tarde pasarían a formar parte del mundo griego, siendo el más famoso el llamado Kuros de Palekastro (que no debe confundirse con las estatuas arcaicas conocidas por este término) de la Palekastro minoica, circa 1500 a. C. Sin embargo, no está claro si la tradición criselefantina griega está relacionada con ellas. La escultura criselefantina se difundió durante el periodo arcaico. Más tarde las estatuas acrolíticas, con extremidades y cabeza de mármol y tronco de madera cubierto con túnica o drapeado reales, serían una técnica comparable usada en las imágenes de culto.

## Grecia clásica
La técnica se usaba normalmente para estatuas de culto dentro de los templos, que solían ser a escala mayor que la real. La construcción era modular, de forma que parte del oro podía retirarse y fundirse en monedas o lingotes en épocas de escasez, para reponerlas más tarde cuando mejorasen las finanzas. Por ejemplo, la figura de Niké que llevaba en la mano derecha la Atenea Pártenos de Fidias era de oro macizo con este propósito. De hecho, en épocas de prosperidad se fundían hasta seis Nikés de oro, que hacían las veces de «tesoro sagrado» y cuya seguridad se veía reforzada por la santidad atribuida a los objetos de culto, además de por la presencia de sacerdotes, sacerdotisas y personal de mantenimiento del templo.
Los dos ejemplos más conocidos, ambos del periodo clásico, son los esculpidos por Fidias: la estatua de 13 m de alto de Atenea Pártenos de pie en el Partenón de Atenas, comenzada en el 456 a. C. y finalizada en el 447 a. C.  y la estatua sentada de 12 m de Zeus en el templo de Olimpia, considerada una de las Siete Maravillas del Mundo Antiguo.
Las estatuas criselefantinas no sólo eran visualmente impactantes: también mostraban la riqueza y los logros culturales de aquellos que las construían o financiaban su construcción. La creación de una de estas estatuas implicaba habilidades en escultura, carpintería, joyería y talla del marfil. Una vez terminadas, las estatuas exigían mantenimiento constante. Se sabe que en Olimpia se empleaba personal cualificado para asegurar el mantenimiento de la estatua. En el siglo II a. C., se encargaron reparaciones al prominente escultor Damofón de Mesene.
Debido al alto valor de algunos de los materiales usados y a la naturaleza perecedera de otros, la gran mayoría de las estatuas criselefantinas fueron destruidas durante la antigüedad y la Edad Media. Por ejemplo, de la estatua de Atenea Pártenos sólo se conserva el agujero del suelo de su templo que sostenía su apoyo central de madera. La apariencia de la estatua se conoce a pesar de todo gracias a varias pequeñas copias en mármol descubiertas en Atenas, así como a una detallada descripción de Pausanias, quien también describió la estatua de Fidias de Zeus en Olimpia. Allí se han descubierto, en el edificio conocido como «Taller de Fidias», varios de los moldes de arcilla para partes de la indumentaria de Zeus hechos de vidrio o de pasta de vidrio. Son los únicos hallazgos directamente relacionados con las obras más famosas del gran escultor, proporcionando así información valiosa sobre su creación.
Por esto, se han encontrado pocos ejemplos de esculturas criselefantinas. Los ejemplos conservados más importantes son los fragmentos de varias estatuas quemadas (a escala menor que la real) del periodo arcaico, descubiertos en Delfos. Desafortunadamente, no se sabe a quién representan, aunque se asume que a deidades.

## Uso contemporáneo

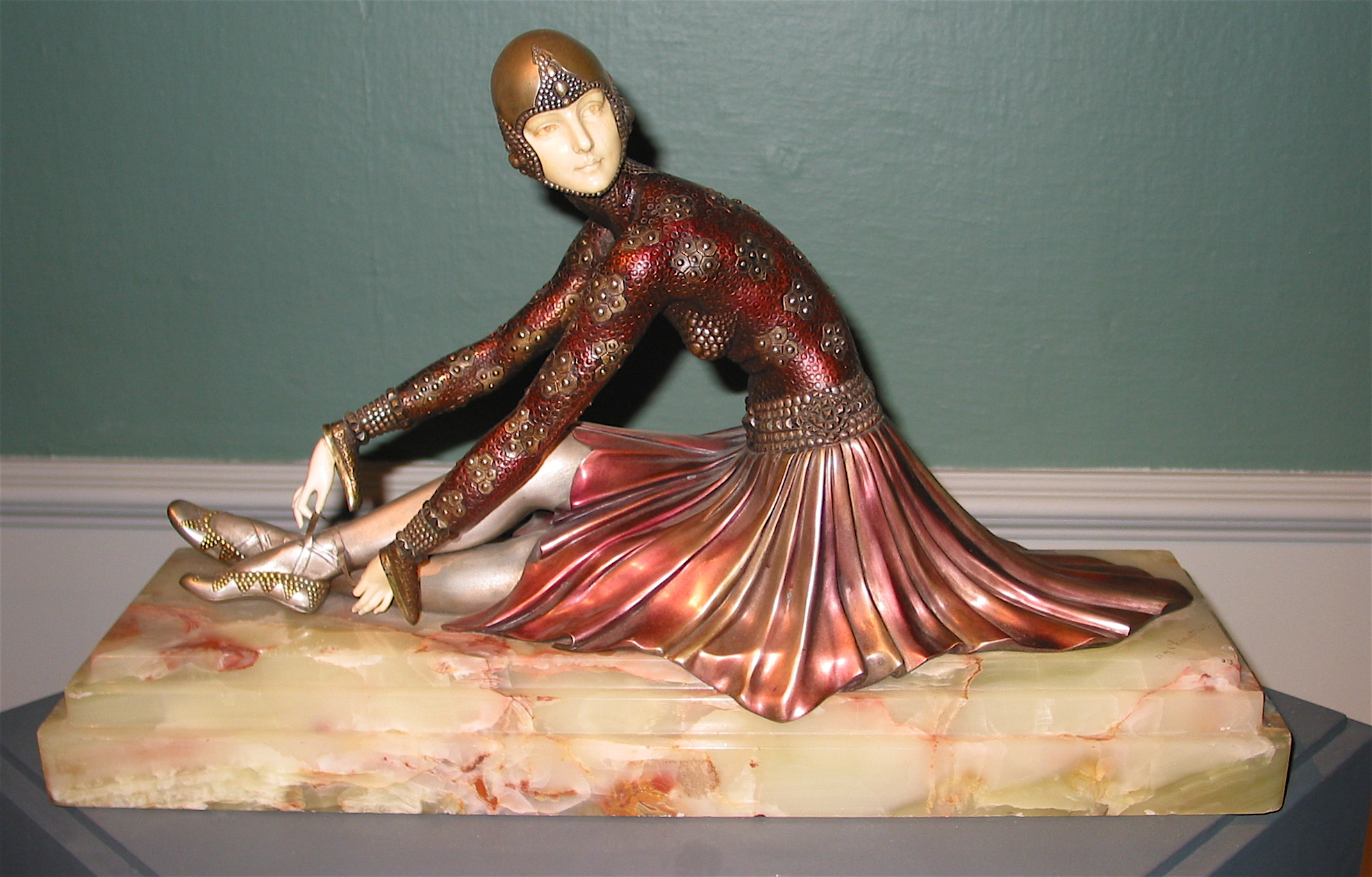
Escultura art decó criselefantina, de Demetre Chiparus.

El término «criselefantino» se usa también para un estilo de escultura decorativa en miniatura común en el Art Nouveau de finales del siglo XIX. En este contexto, describe estatuillas con piel representada en marfil, y ropas y otros detalles hechos de otros materiales, tales como oro, bronce, mármol, plata u ónice.
En Salamanca el Museo de Art Nouveau y Art Déco, en la Casa Lis, exhibe una  notable muestra de criselefantinas representativas del Art noveau de la colección del anticuario Manuel Ramos Andrade.